# لوکاس فاجیولی
لوکاس فاجیولی (انگلیسی: Lucas Faggioli؛ زادهٔ ۱۱ فوریهٔ ۱۹۹۷) بازیکن فوتبال اهل آرژانتین است.